# Mørk
Det færøske ord mørk, flertal merkur, er nært beslægtet med det danske ord mark. På færøsk har ordet 4 betydninger, hvoraf 3 har tilsvarende danske betydninger, mens det også har en særfærøsk betydning.
- Møntenhed, se mark (møntenhed)[2][3]

- Vægtenhed, se mark (vægtenhed)[2][4]

- Jordudbyttemål, 1 mørk = 16 gyllin = 320 skinn, se artiklen Markatal.

- Landområde, skov, se ager

Mørk er også et færøsk og dansk efternavn.